# Albert Hodges
Albert Beauregard Hodges est un joueur d'échecs américain né le 21 juillet 1861 à Nashville et mort le 3 février 1944. Il devint champion des États-Unis en 1894 en battant en match Jackson Showalter puis se retira pour mener une carrière dans les affaires. Il remporta à plusieurs reprises le championnat du club de Manhattan.

## Carrière aux échecs
Hodges perdit un match contre Max Judd à Saint-Louis (Missouri) en 1887. En 1890, il remporta le tournoi de Chittenango dans l'État de New York avec 5,5 points sur 6 devant S. Lipschütz. En 1891, il finit deuxième et troisième de tournois organisés à Skaneateles par la fédération de l'État de New York. En 1892, il battit Eugene Delmar à Skaneateles, 5 à 0. En 1893, il finit deuxième du tournoi de Manhattan (victoire de Harry Nelson Pillsbury) en devançant Jackson Showalter et Adolf Albin. Il remporta la New York State Challenge Cup et fit match nul avec Adolf Albin (4 à 4) en 1893. En 1894, il disputa deux matchs contre Jackson Showalter, gagnant le deuxième pour le titre de champion des États-Unis. Par la suite, il disputa plusieurs parties sans défaite lors des matchs par câble entre les États-Unis et la Grande-Bretagne.